# 애플 와이어리스 키보드
애플 와이어리스 키보드(Apple Wireless Keyboard)는 매킨토시 컴퓨터용으로 설계된 무선 키보드이며 iOS 장치와 호환된다. 블루투스 무선 기술을 통해 통신하며 무선 버전과 달리 USB 단자나 포트가 없다. 두 세대 모두 사용하지 않을 때 저전력 기능을 갖추고 있다. 2015년 10월 13일에 단종되었으며 새로운 매직 키보드가 그 뒤를 잇는다.

## 역사
- 1세대 (A1016) M9270LL/A (4 배터리)
- 2세대 (A1255) MB167LL/A (3 배터리)
- 3세대 (A1314) MC184LL/A (2 배터리)
- 4세대 (A1314) MC184LL/B (2 배터리)

## 윈도우에서의 부트 캠프 키보드 매핑
프린트스크린 키 등 윈도우 PC용으로 존재하지 않는 키 때문에 애플은 매핑을 만들었다.
| 윈도우 키보드  | 동일한 키          | 구형 애플 키보드에서 |
| -------------- | ------------------ | -------------------- |
| PrintScreen    | Fn + ⇧ Shift + F11 | F13                  |
| Scroll Lock    | Fn + ⇧ Shift + F12 | F14                  |
| Pause/Break    | Fn + Escape        | F15                  |
| Home           | Fn + ←             |                      |
| End            | Fn + →             |                      |
| Page Down      | Fn + ↓             |                      |
| Page Up        | Fn + ↑             |                      |
| Forward Delete | Fn + Delete        |                      |
| Insert         | Fn + ↵ Enter       |                      |

## 같이 보기
- 애플 와이어리스 마우스
- 애플 키보드
- 애플 매직 트랙패드